# Copa Argentina de Fútbol de 2015–16

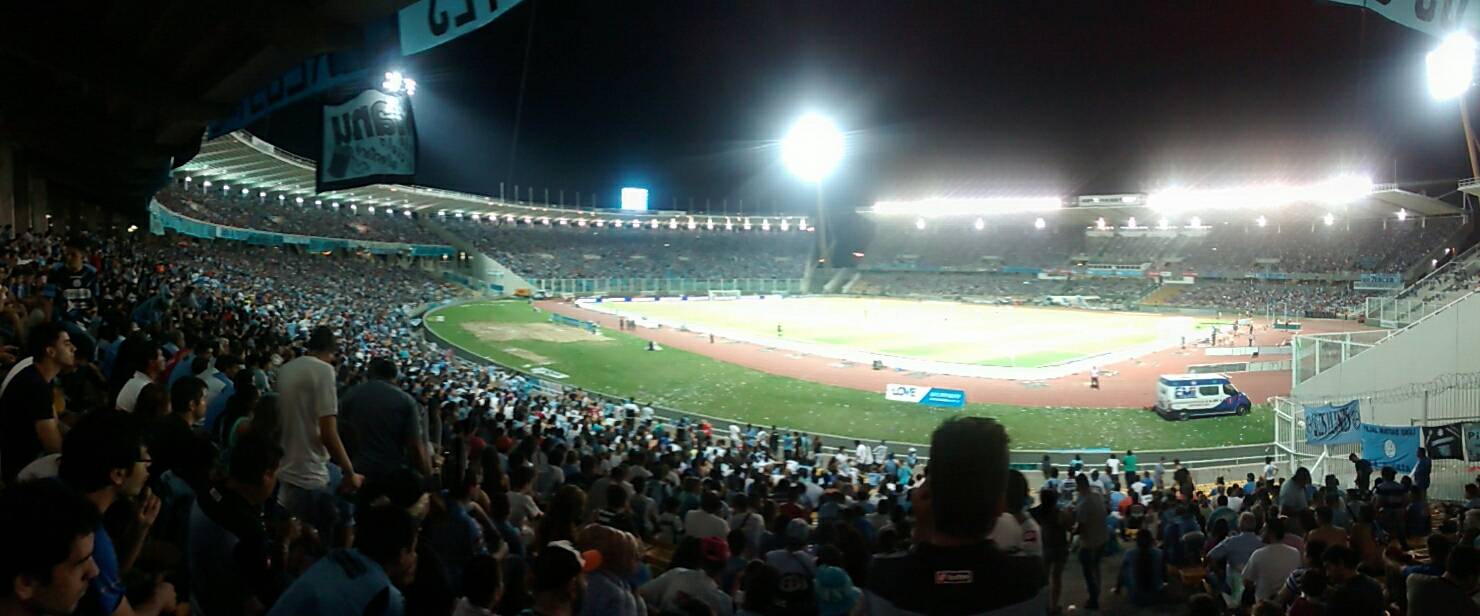
Partida disputada pela 2ª Data do Torneio da Primeira Divisão AFA 2016.

A Copa Argentina de 2015/16 (Chamada de Copa Argentina «Sancor Seguros» 2015-16 por razões de patrocínio) foi a sétima edição da competição oficial, organizado pela Asociación del Fútbol Argentino; e o quinto da sua nova fase.
Ela consistiu de duas etapas preliminares e da fase final. Durante a temporada de 2015 veio equipes de classificação fase preliminar metropolitana, que teve lugar no âmbito dos respectivos campeonatos. Por seu lado, a fase preliminar regional foi dividido em duas fases, a primeira no torneio ea segunda eliminação. Ele começou em 29 de janeiro de 2016 e terminou em 15 de Dezembro do mesmo ano. A competição destaque em sua fase final, com a participação de 64 equipes: os 30 que jogou no Campeonato Argentino de Futebol de 2015; 23 equipes da área metropolitana, que foram os 12 melhores do Campeonato de Primera B Nacional 2015; 5 do Campeonato de Primera B 2015; 4 do Campeonato de Primera C 2015 e 2 do Campeonato de Primera D 2015; e 11 área regional, que deixou a eliminação direta de 10 equipes de Torneo Federal A 2015 e 12 do Torneio Federal B 2015, classificadas em suas respectivas competições.
O campeão desta edição foi o River Plate, que bateu na final Rosario Central por 4-3. Além disso, ele se classificou para disputar a Supercopa Argentina de 2016 contra o Lanús, campeão do Campeonato Argentino de Futebol de 2016, e ganhou o quinto lugar da Asociación del Fútbol Argentino na Copa Libertadores da América de 2017.